# Джовани Ланфранко
Вижте пояснителната страница за други личности с името Джовани.
Джовàни Ланфрàнко (на италиански: Giovanni Lanfranco) ( 26 януари 1582, Парма, Херцогство Парма и Пиаченца – Рим, 30 ноември 1647, Рим, Папска държава) е италиански бароков художник.

## Биография
Роден в Парма на 26 януари 1582 г. Джовани Гаспаре Ланфранко, познат като Джовани Ланфранко, твори в Парма, Рим и Неапол.
Граф Орацио Скоти от Пиаченца, при когото Ланфранко е на служба, открива таланта му и го изпраща да изучава техниката на изобразителното изкуство в Парма при Агостино Карачи, където младият Ланфранко остава до внезапната смърт на Карачи през 1602 г.
След смъртта на Карачи 20-годишният Ланфранко се мести в школата на Анибале Карачи в Рим. В периода 1602 – 1607 г. под ръководството на Карачи и заедно с други негови ученици той участва в декорацията на параклиса на Херера в църквата „Сан Джакомо дели Спаньоли“ и на Ггалерия „Фарнезе“ в Рим.
През 1608 г. работи заедно с Гуидо Рени в параклиса „Сант Андреа“ в Рим. Пак в Рим изографисва църквите „Сант Андреа“ (1609) и „Анунциата“ (1610). В същия период заедно със Систо Бадалокио публикува том с гравюри на лоджиите на Рафаело Санцио във Ватикана, посветен на Анибале Карачи.
През 1610 г., малко след смъртта на Карачи, се връща в Парма, където рисува „Христос спасителя“ за главния олтар на пармеската църква „Вси светии“.
Връщайки се в Рим към края на 1612 г., той изографисва тавани в три зали на Палацо Матей, но неговият шедьовър от този период е декорацията на параклиса „Буонджовани“ в църквата „Сант Агостино“, направена през 1616 г. В същия период той изпълнява много олтари и малки картини върху мед, включително и картината „Възнесение на Магдалена“, както и поръчкови картини за Пиаченца, Орвието, Валерано, Леонеса и Фермо.
След работата по Дворецът Квиринал и особено след заминаването на Гуидо Рени през 1614 г., Франческо Албани и Доменикино през 1617 г., Ланфранко става любимият художник на папа Павел V. Но неговият наследник папа Григорий XV предпочита да повери важните работи на Гуерчино и Доменикино. Въпреки това през 1621 г. Ланфранко рисува в Параклиса на разпятието в църквата „Санта Мария във Валичела“ в Рим, докато между 1625 и 1627 г. рисува своя шедьовър – стенописите на купола на църквата „Сант Андрея деле Вале“ в Рим.
През септември 1628 г. Ланфранко завършва фреска с тематика „Свети Петър, който върви по вода“ в Базилика „Свети Петър“ в Рим и новият папа Урбан VIII награждава художника с назначаване за рицар на Ордена на Христос.
През 1631 и 1632 г. той е принц на Академията на Сан Лука.
В края на 1633 г., или в началото на 1634 г. е извикан в Неапол от йезуитите и за малко повече от десетилетие с неизчерпаем ентусиазъм изпълнява впечатляваща поредица от стенописи в най-важните църкви на града. Сред тях са куполът на църквата „Нов Христос“ (1634 – 1636), анексираната оратория на благородниците към Съкровищницата на Сан Дженаро (1641 – 1643), вътрешността на църквата „Санти Апостоли“ (1638 – 1646), сводът на главния кораб на църквата „Сан Мартино“ (1637 – 1638).
Завръщайки се в Рим през 1646 г., художникът изографисва апсидата на църквата С„ан Карло ай Катинари“ в Рим.
Умира на 30 ноември 1647 г. в Рим на 65-годишна възраст.

## Картини на Джовани Ланфранко
- Благовещение
Ермитаж
Санкт Петербург
- Коронация на Богородица
Лувър
Париж
- Успение на Магдалена
Пушкински музей (Москва)
Москва
- Моисей и пратениците от Ханаан
Гети център
Лос Анджелис
- Дева Мария се явява на св. св. Яков и Антоний
Музей на историята на изкуството
Виена
- Освобождаване на Свети Петър
Музей на изкуствата в Бирмингам
Бирмингам (Алабама)

## Фрески на Джовани Ланфранко
- Върква „Сан Карло ай Катинари“
Рим
- Палацо Матей
Рим
- Палацо Матей
Рим
- Базилика „Сант Андреа деле Вале“
Рим
- Капела „Сан Дженаро“
Неапол
- църква „Свети Апостоли“
Неапол